# Stadtbrauerei Spalt
La Stadtbrauerei Spalt est une brasserie à Spalt.

## Histoire
La variété de houblon noble Spalter Aromahopfen, qui est la denrée la plus importante, est utilisée pour brasser de la bière. La première preuve historique est de 1376.
En 1879, les conseillers municipaux de Spalt achètent aux enchères la Lammsbrauerei, vieille de trois cents ans. Depuis lors, tous les citoyens sont copropriétaires de la brasserie de la ville, l'élection du bourgmestre élit également son directeur général. En tant qu'entreprise municipale de la ville de Spalt, il s'agit d'une personne morale de droit public, dont le directeur général est le bourgmestre de la ville.
La brasserie brasse selon l'art traditionnel du brassage ; les bières ne sont pas chauffées à des températures élevées et sont stockées au frais après la mise en bouteille. Toutes les variétés sont produites selon les règles de SlowBrewing e. V. La maturation prend cinq à dix semaines.

## Production
La brasserie produit 19 types différents de bières, y compris des bières complètes, premium et de l'export, de la Weizenbier, ainsi que diverses variantes claires, foncées, légères et sans alcool. De plus, des boissons régionales non alcoolisées sont proposées sous la marque Spaltina.